# Mùa bão Tây Bắc Thái Bình Dương 2007
Mùa bão Tây Bắc Thái Bình Dương 2007 là một sự kiện mà theo đó các xoáy thuận nhiệt đới hình thành ở vùng phía tây bắc của Thái Bình Dương. Mùa bão sẽ kéo dài trong suốt năm 2007 với phần lớn các cơn bão hình thành từ tháng 5 đến tháng 11. Bài viết này chỉ đề cập đến các cơn bão hình thành trong phạm vi của Thái Bình Dương ở Bắc Bán Cầu và từ kinh tuyến 100 đến 180 độ. Trong khu vực tây bắc Thái Bình Dương, có 2 cơ quan khí tượng hoạt động độc lập nhau, nên một cơn bão có thể có 2 tên gọi khác nhau. JMA sẽ đặt tên cho một cơn bão khi sức gió duy trì trong vòng 10 phút đạt ít nhất 65 km/h, (40 mph) bất kỳ nơi đây trong vùng đã đề cập trên. Trong Khi đó, PAGASA sẽ đặt tên cho một cơn bão khi nó hình thành từ một áp thấp nhiệt đới trong phạm vi giám sát của họ giữa 135°Đ và 115°Đ và giữa 5°B-25°B thậm chí JMA đã đặt tên cho nó. Các áp thấp nhiệt đới được JTWC theo dõi và đặt tên có ký tự "W" phía trước một con số.

## Các cơn bão

### Bão Kongrey
Cấp bão (Việt Nam): cấp 13 ~ cấp 14 - bão cuồng phong.
Cấp bão (Nhật Bản): 80 hải lý / 1 giờ - bão cuồng phong. Áp suất:960 mbar (hPa).
Cấp bão (Hoa Kỳ): 100 hải lý / 1 giờ - bão cuồng phong cấp 3.

### Bão Yutu (Amang)
Cấp bão (Việt Nam): cấp 15 - bão cuồng phong.
Cấp bão (Nhật Bản): 95 hải lý / 1 giờ - bão cuồng phong. Áp suất:935 mbar (hPa).
Cấp bão (Hoa Kỳ): 130 hải lý / 1 giờ - siêu bão cấp 4.

### Bão Toraji (Bão số 1)
Cấp bão (Việt Nam): cấp 8 - bão nhiệt đới.
Cấp bão (Nhật Bản): 35 hải lý / 1 giờ - bão nhiệt đới. Áp suất:994 mbar (hPa).
Cấp bão (Hoa Kỳ): 35 hải lý / 1 giờ - bão nhiệt đới.

### Bão Man-yi (Bebeng)
Cấp bão (Việt Nam): cấp 15 - bão cuồng phong.
Cấp bão (Nhật Bản): 95 hải lý / 1 giờ - bão cuồng phong. Áp suất:935 mbar (hPa).
Cấp bão (Hoa Kỳ): 135 hải lý / 1 giờ - siêu bão cấp 4.

### Bão Usagi
Cấp bão (Việt Nam): cấp 14 ~ cấp 15 - bão cuồng phong.
Cấp bão (Nhật Bản): 90 hải lý / 1 giờ - bão cuồng phong. Áp suất:945 mbar (hPa).
Cấp bão (Hoa Kỳ): 120 hải lý / 1 giờ - bão cuồng phong cấp 4.

### Áp thấp nhiệt đới 06W (Bão số 2)
Cấp bão (Việt Nam): cấp 8 - bão nhiệt đới.
Cấp bão (Nhật Bản): 30 hải lý / 1 giờ - áp thấp nhiệt đới. Áp suất:1000 mbar (hPa).
Cấp bão (Hoa Kỳ): 35 hải lý / 1 giờ - bão nhiệt đới.

### Bão Pabuk (Chedeng) (Bão số 3)
Cấp bão (Việt Nam): cấp 12 ~ cấp 13 - bão cuồng phong.
Cấp bão (Nhật Bản): 65 hải lý / 1 giờ -bão cuồng phong. Áp suất:975 mbar (hPa).
Cấp bão (Hoa Kỳ): 70 hải lý / 1 giờ - bão cuồng phong cấp 1.

### Bão Wutip (Dodong)
Cấp bão (Việt Nam): cấp 8 - bão nhiệt đới.
Cấp bão (Nhật Bản): 35 hải lý / 1 giờ - bão nhiệt đới. Áp suất:990 mbar (hPa).
Cấp bão (Hoa Kỳ): 30 hải lý / 1 giờ - áp thấp nhiệt đới.

### Bão Sepat (Egay)
Cấp bão (Việt Nam): cấp 17 - bão cuồng phong.
Cấp bão (Nhật Bản): 110 hải lý / 1 giờ - bão cuồng phong. Áp suất:910 mbar (hPa).
Cấp bão (Hoa Kỳ): 140 hải lý / 1 giờ - siêu bão cấp 5.

### Bão Fitow
Cấp bão (Việt Nam): cấp 13 - bão cuồng phong.
Cấp bão (Nhật Bản): 70 hải lý / 1 giờ - bão cuồng phong. Áp suất:965 mbar (hPa).
Cấp bão (Hoa Kỳ): 80 hải lý / 1 giờ - bão cuồng phong cấp 1.

### Bão Danas
Cấp bão (Việt Nam): cấp 10 ~ cấp 11 - bão nhiệt đới dữ dội.
Cấp bão (Nhật Bản): 55 hải lý / 1 giờ - bão nhiệt đới dữ dội. Áp suất:990 mbar (hPa).
Cấp bão (Hoa Kỳ): 65 hải lý / 1 giờ - bão cuồng phong cấp 1.

### Bão Nari (Falcon)
Cấp bão (Việt Nam): cấp 15 ~ cấp 16 - bão cuồng phong.
Cấp bão (Nhật Bản): 100 hải lý / 1 giờ - bão cuồng phong. Áp suất:935 mbar (hPa).
Cấp bão (Hoa Kỳ): 125 hải lý / 1 giờ - bão cuồng phong cấp 4.

### Bão Wipha (Goring)
Cấp bão (Việt Nam): cấp 15 ~ cấp 16 - bão cuồng phong.
Cấp bão (Nhật Bản): 100 hải lý / 1 giờ - bão cuồng phong. Áp suất:925 mbar (hPa).
Cấp bão (Hoa Kỳ): 135 hải lý / 1 giờ - siêu bão cấp 4.

### Áp thấp nhiệt đới 14W
Cấp bão (Việt Nam): cấp 7 - áp thấp nhiệt đới.
Cấp bão (Nhật Bản): 30 hải lý / 1 giờ - áp thấp nhiệt đới. Áp suất:994 mbar (hPa).
Cấp bão (Hoa Kỳ): 30 hải lý / 1 giờ - áp thấp nhiệt đới.

### Bão Francisco (Bão số 4)
Cấp bão (Việt Nam): cấp 9 - bão nhiệt đới.
Cấp bão (Nhật Bản): 40 hải lý / 1 giờ - bão nhiệt đới. Áp suất:990 mbar (hPa).
Cấp bão (Hoa Kỳ): 45 hải lý / 1 giờ - bão nhiệt đới.

### Bão Lekima (Hanna) (Bão số 5)
Cấp bão (Việt Nam): cấp 12 - bão cuồng phong.
Cấp bão (Nhật Bản): 60 hải lý / 1 giờ - bão NĐ dữ dội. Áp suất:975 mbar (hPa).
Cấp bão (Hoa Kỳ): 75 hải lý / 1 giờ - bão cuồng phong cấp 1.

### Bão Krosa (Ineng)
Cấp bão (Việt Nam): cấp 16 ~ cấp 17 - bão cuồng phong.
Cấp bão (Nhật Bản): 105 hải lý / 1 giờ - bão cuồng phong. Áp suất:925 mbar (hPa).
Cấp bão (Hoa Kỳ): 130 hải lý / 1 giờ - siêu bão cấp 4.

### Bão Haiyan
Cấp bão (Việt Nam): cấp 9 - bão nhiệt đới.
Cấp bão (Nhật Bản): 40 hải lý / 1 giờ - bão nhiệt đới. Áp suất:994 mbar (hPa).
Cấp bão (Hoa Kỳ): 50 hải lý / 1 giờ - bão nhiệt đới.

### Bão Podul
Cấp bão (Việt Nam): cấp 10 - bão nhiệt đới dữ dội.
Cấp bão (Nhật Bản): 55 hải lý / 1 giờ - bão nhiệt đới dữ dội. Áp suất:985 mbar (hPa).
Cấp bão (Hoa Kỳ): không cảnh báo.

### Bão Lingling
Cấp bão (Việt Nam): cấp 10 - bão nhiệt đới.
Cấp bão (Nhật Bản): 45 hải lý / 1 giờ - bão nhiệt đới. Áp suất:994 mbar (hPa).
Cấp bão (Hoa Kỳ): 40 hải lý / 1 giờ - bão nhiệt đới.

### Bão Kajiki
Cấp bão (Việt Nam): cấp 14 ~ cấp 15 - bão cuồng phong.
Cấp bão (Nhật Bản): 90 hải lý / 1 giờ - bão cuồng phong. Áp suất:945 mbar (hPa).
Cấp bão (Hoa Kỳ): 115 hải lý / 1 giờ - bão cuồng phong cấp 4.

### Bão Faxai (Juaning)
Cấp bão (Việt Nam): cấp 10 ~ cấp 11 - bão nhiệt đới dữ dội.
Cấp bão (Nhật Bản): 55 hải lý / 1 giờ - bão nhiệt đới dữ dội. Áp suất:975 mbar (hPa).
Cấp bão (Hoa Kỳ): 40 hải lý / 1 giờ - bão nhiệt đới.

### Bão Peipah (Kabayan) (Bão số 6)
Cấp bão (Việt Nam): cấp 13 - bão cuồng phong.
Cấp bão (Nhật Bản): 70 hải lý / 1 giờ - bão cuồng phong. Áp suất:970 mbar (hPa).
Cấp bão (Hoa Kỳ): 75 hải lý / 1 giờ - bão cuồng phong cấp 1.

### Bão Tapah
Cấp bão (Việt Nam): cấp 8 - bão nhiệt đới.
Cấp bão (Nhật Bản): 35 hải lý / 1 giờ - bão nhiệt đới. Áp suất:996 mbar (hPa).
Cấp bão (Hoa Kỳ): 35 hải lý / 1 giờ - bão nhiệt đới.

### Bão Hagibis (Lando) (Bão số 7)
Cấp bão (Việt Nam): cấp 13 - bão cuồng phong.
Cấp bão (Nhật Bản): 80 hải lý / 1 giờ - bão cuồng phong. Áp suất:970 mbar (hPa).
Cấp bão (Hoa Kỳ): 70 hải lý / 1 giờ - bão cuồng phong cấp 1.

### Bão Mitag (Mina)
Cấp bão (Việt Nam): cấp 13 ~ cấp 14 - bão cuồng phong.
Cấp bão (Nhật Bản): 80 hải lý / 1 giờ - bão cuồng phong. Áp suất:955 mbar (hPa).
Cấp bão (Hoa Kỳ): 95 hải lý / 1 giờ - bão cuồng phong cấp 2.

### Áp thấp nhiệt đới 25W
Cấp bão (Việt Nam): cấp 6 - áp thấp nhiệt đới.
Cấp bão (Nhật Bản): 25 hải lý / 1 giờ - áp thấp nhiệt đới. Áp suất:1004 mbar (hPa).
Cấp bão (Hoa Kỳ): 25 hải lý / 1 giờ - áp thấp nhiệt đới.

### Áp thấp nhiệt đới 26W
Cấp bão (Việt Nam): cấp 6 - áp thấp nhiệt đới.
Cấp bão (Nhật Bản): 25 hải lý / 1 giờ - áp thấp nhiệt đới. Áp suất:1000 mbar (hPa).
Cấp bão (Hoa Kỳ): 25 hải lý / 1 giờ - áp thấp nhiệt đới.

## Tên gọi của bão

### Tên quốc tế
Các xoáy thuận nhiệt đới được đặt tên theo danh sách bên dưới do Trung tâm khí tượng khu vực chuyên biệt ở Tokyo, Nhật Bản, khi một xoáy thuận đạt đến độ mạnh của bão. Các tên gọi do các thành viên của ESCAP/WMO Typhoon Committee đề xuất. Mỗi nước trong số 14 nước và vùng lãnh thổ thành viên đưa ra 10 tên gọi, được sử dụng theo thứ tự ABC, bằng tên tiếng Anh của quốc gia đó. Sau đây là các tên gọi đã đặt cho các cơn bão năm 2007.
| - Kong-rey (0701) - Yutu (0702) - Toraji (0703) - Man-yi (0704) | - Usagi (0705) - Pabuk (0706) - Wutip (0707) - Sepat (0708) | - Fitow (0709) - Danas (0710) - Nari (0711) - Wipha (0712) | - Francisco (0713) - Lekima (0714) - Krosa (0715) - Haiyan (0716) | - Podul (0717) - Lingling (0718) - Kajiki (0719) - Faxai (0720) | - Peipah (0721) - Tapah (0722) - Hagibis (0723) - Mitag (0724) |

### Số hiệu cơn bão tại Việt Nam
Ở Việt Nam một cơn bão được đặt số hiệu khi nó đi vào vùng thuộc phạm vi theo dõi của Trung tâm Dự báo Khí tượng Thủy văn Trung ương Quốc gia được xác định trên biển Đông phía Tây kinh tuyến 120 độ kinh Đông và phía bắc vĩ tuyến 10 độ vĩ Bắc. Số hiệu của bão được đặt theo số thứ tự xuất hiện của nó trong năm ví dụ: Bão số 1, bão số 2,...
Dưới đây là các cơn bão đã được Trung tâm Dự báo Khí tượng Thủy văn Trung ương Quốc gia Việt Nam đặt số hiệu trong năm 2007: (kèm vùng đổ bộ).
| - Bão số 1 (Toraji) (đổ bộ vào Quảng Ninh) - Bão số 2 (áp thấp nhiệt đới 06W) (đổ bộ phía Nam tỉnh Hà Tĩnh) - Bão số 3 (Pabuk) (đổ bộ Nam Trung Quốc) - Bão số 4 (Francisco) (đổ bộ Thái Bình) - Bão số 5 (Lekima) (đổ bộ phía Bắc tỉnh Quảng Bình) - Bão số 6 (Peipah) (đổ bộ Khánh Hòa) - Bão số 7 (Hagibis) (bị kéo ngược ra khỏi biển Đông) |

### Tên địa phương của Philippines

Khi một xoáy thuận nhiệt đới đi vào khu vực PAGASA theo dõi sẽ được đặt tên bằng danh sách tên bão riêng của họ

Cơ quan Pagasa sử dụng chương trình đặt tên riêng của mình cho cơn bão nhiệt đới trong khu vực theo dõi của họ. Pagasa đặt tên cho áp thấp nhiệt đới đã hình thành trong khu vực theo dõi của mình và bất kỳ cơn bão nhiệt đới có thể di chuyển vào khu vực theo dõi của họ. Nên danh sách các tên trong năm đó bị sử dụng hết, tên sẽ được lấy từ một danh sách phụ trợ, các bão đầu tiên được xuất bản mỗi năm trước khi mùa bão bắt đầu. Tên còn lập lại (chưa bị khai tử) từ danh sách này sẽ được sử dụng một lần nữa trong mùa bão năm 2015. Đây là danh sách tương tự được sử dụng trong mùa bão 2007.

| - Amang (0702) - Bebeng (0704) - Chedeng (0706) - Dodong (0707) - Egay (0708) | - Falcon (0711) - Goring (0712) - Hanna (0714) - Ineng (0715) | - Juaning (0720) - Kabayan (0721) - Lando (0723) - Mina (0724) |

1. ↑  Gary Padgett. "Monthly Tropical Cyclone summary December 1999". Australian Severe Weather. Bản gốc lưu trữ ngày 17 tháng 5 năm 2008. Truy cập ngày 20 tháng 4 năm 2008.
2. ↑  "Tropical Cyclone names". JMA. Bản gốc lưu trữ ngày 2 tháng 4 năm 2008. Truy cập ngày 20 tháng 4 năm 2008.
3. ↑  Staff Writer (ngày 22 tháng 9 năm 2010). "Philippine Tropical cyclone names". Philippine Atmospheric, Geophysical and Astronomical Services. Administration. Bản gốc lưu trữ ngày 23 tháng 9 năm 2010. Truy cập ngày 17 tháng 6 năm 2012.